# BUMP OF CHICKEN TOUR 2023 be there at SAITAMA SUPER ARENA
『BUMP OF CHICKEN TOUR 2023 be there at SAITAMA SUPER ARENA』（バンプオブチキン ツアー 2023 ビーゼア アット さいたまスーパーアリーナ）は、BUMP OF CHICKENのライブ映像作品。2023年12月20日にトイズファクトリーより発売された。

## 概要
BUMP OF CHICKENが2023年2月11日から同年5月28日にかけて開催したツアー「BUMP OF CHICKEN TOUR 2023 be there」より、ツアーファイナルとなった5月28日のさいたまスーパーアリーナ公演Day2の様子をアンコール含めて全曲収録している。Day2で披露された楽曲から14曲をセレクトしたLIVE CDも付属する。
TOY'S STORE限定の初回限定盤では、通常盤のパッケージ内容に加えて、5月27日のさいたまスーパーアリーナ公演Day1を全曲収録したBD、Day1で披露した楽曲から15曲をセレクトしたLIVE CD、グッズ（スノードームとピンバッジ）、全192Pの大型LIVE PHOTO BOOKをパッケージした豪華仕様となっている。
また、本作を予約購入をした人には「BUMP OF CHICKEN TOUR ホームシック衛星2024」の最速先行抽選予約に申し込むためのシリアルコードが配布された。

## 収録曲
♦マークは、付属するLIVE CDにも収録されていることを示す。
Day2
1. アカシア♦
2. ダンデライオン♦
3. 天体観測
4. なないろ
5. 透明飛行船♦
6. クロノスタシス
7. Small World♦
8. 魔法の料理 ～君から君へ～♦
9. プレゼント♦
10. 新世界
11. SOUVENIR♦
12. Gravity♦
13. 窓の中から♦
14. 月虹♦
15. HAPPY♦
16. ray
17. supernova♦
18. embrace♦
19. ガラスのブルース
20. 宇宙飛行士への手紙♦

### 初回限定盤
Day1
1. アカシア♦
2. グングニル♦
3. 天体観測
4. なないろ♦
5. 才悩人応援歌♦
6. クロノスタシス♦
7. Flare♦
8. 66号線♦
9. ベル♦
10. 新世界♦
11. SOUVENIR
12. Gravity
13. 窓の中から♦
14. サザンクロス♦
15. GO♦
16. ray
17. fire sign♦
18. ホリデイ♦
19. 虹を待つ人
20. スノースマイル♦